# Blót-Sven
Blót-Sven (česky Sven Obětník) byl švédským králem v letech 1084–1087. Králem se stal díky tomu, že vyhnal krále Ingeho I. ze Svealandu, když král odmítl vykonávat oběti v chrámu v Uppsale.
V roce 1087 ale Inge I. přijel se svými muži do Uppsaly, kde obklíčili síň krále Blóta-Svena, kterou potom zapálili. Proto král vyběhl ven, kde byl okamžitě zabit. Blót-Sven byl posledním švédským pohanským králem. Jeho smrt znamenala konečné vítězství křesťanství nad pohanstvím ve Švédsku.
Podle švédského historika Adolfa Schücka byl zřejmě identický s králem Haakonem Rudým. Některého prameny označují jistého Eirika Arsala (Erik Årsäll) jako syna Blót-Svena, ale dnešní historici tohoto Erika obvykle nepovažují za skutečnou osobu.